# خنفساء السلحفاة الشوكية
خنفساء السلحفاة الشوكية (الاسم العلمي: Cassida rubiginosa)، نوع من خنافس الورق، وتتبع فُصيلة خنافس السلحفاة وجنس خنفساء السلحفاة.